# Assemblee generali di Biscaglia
Le Assemblee generali di Biscaglia (in basco Bizkaiko Batzar Nagusiak, in spagnolo Juntas Generales de Bizkaia) sono il più alto organo legislativo della provincia e territorio storico di Biscaglia, nei Paesi Baschi (Spagna). La sede principale si trova a Bilbao, capitale della provincia.
L'istituzione affonda le sue radici nel Medioevo, quando rappresentava le città della provincia, la "Tierra llana" e le comarche di Enkarterri e Durangaldea. Anticamente avevano sede presso la Casa de Juntas di Guernica, dove si trova l'albero di Guernica, simbolo dell'antica sovranità forale dei territori di Biscaglia. Sotto di esso, i signori di Biscaglia dovevano giurare fedeltà alle leggi provinciali di questo territorio.
Furono abolite insieme al resto dei regimi provinciali nel 1876, per essere poi ripristinato nel 1979 con la fine della dittatura franchista e la successiva transizione democratica.

## Funzioni e competenze
Le Assemblee generali di Biscaglia esercitano il potere legislativo del territorio storico, dettano disposizioni in materia di tasse, eleggono il deputato generale, approvano i bilanci provinciali su proposta del Consiglio provinciale e controllano l'operato di quest'ultimo.

## Origine storica

### Fondazione

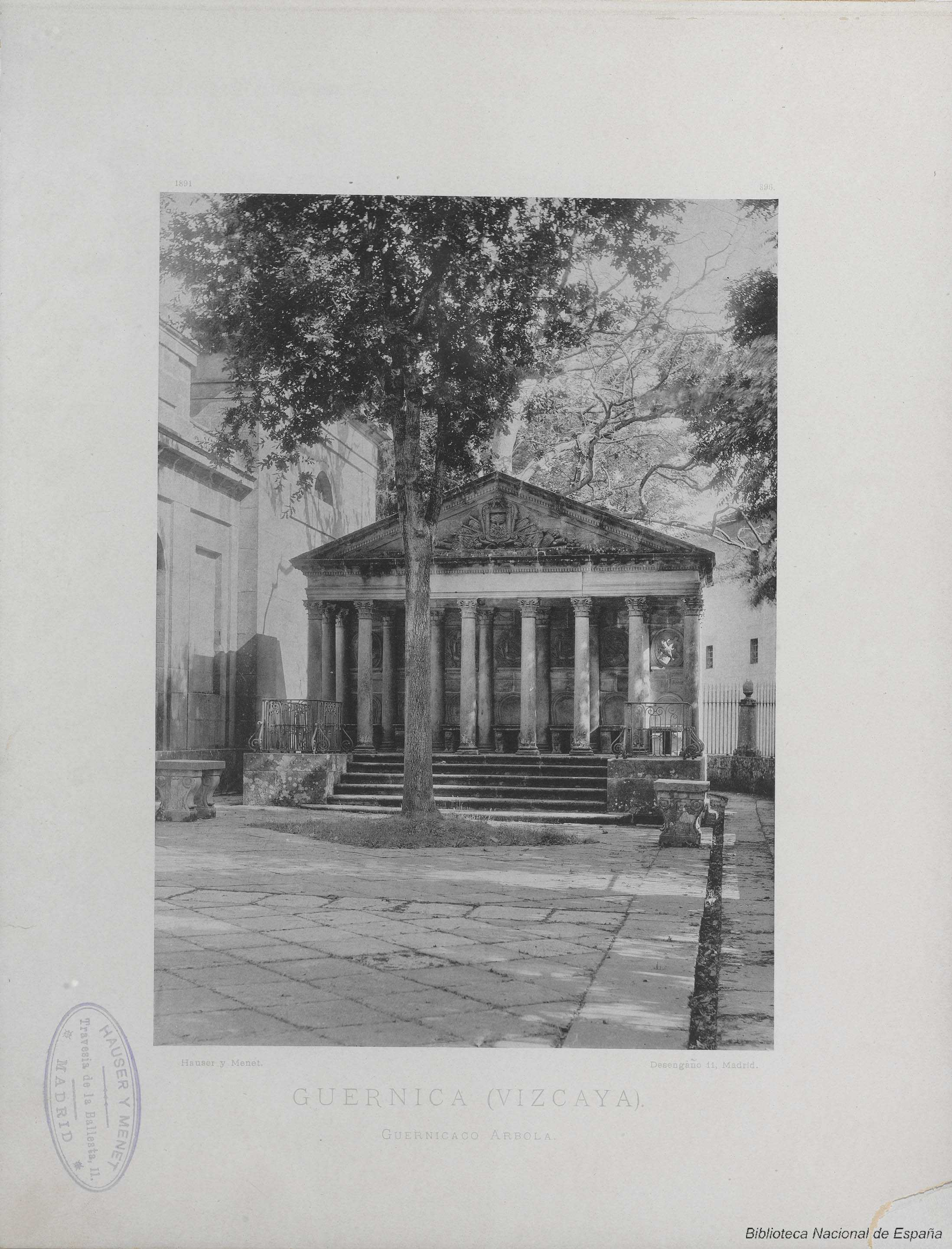
L'albero di Guernica (Gernikako arbola), nel 1891

L'origine delle Assemblee generali di Biscaglia non è nota con precisione, ma nel XIV secolo risultano già completamente formate, il che consente di ipotizzare che abbiano avuto origine fra il XII e il XIII secolo. La cronaca di Ferdinando IV riferisce di incontri tenutisi sul colle Aretxabalgane nel 1308.
Durante il XIV secolo prendevano parte alle Assemblee sia i rappresentanti delle città che un ampio gruppo di nobili (hidalgos, cavalieri e scudieri). La convocazione era in principio effettuata dal Signore di Biscaglia, ma in seguito divenne un potere esercitato dal "corregidor del señorío". Fin dal Medioevo si faceva suonando corni e accedendo falò sui cosiddetti Montes bocineros o Deiadar-mendiak: Gorbea, Oitz, Sollube, Ganekogorta e Kolitza, le cui sommità potevano essere viste da qualsiasi parte della provincia. A partire dal 1600, questa procedura è stata abbandonata a favore dell'uso del servizio postale.
Le riunioni delle Assemblee non avvenivano a cadenza periodica: nel Medioevo potesse riunirsi fino a quattro volte l'anno, ma questo numero si ridusse gradualmente a solo una o due riunioni annuali, con una durata variabile da uno a tre giorni, e in alcuni anni non si è svolta nessuna riunione. Il limite minimo era comunque di almeno una volta ogni due anni, quando dovevano essere rinnovate le cariche di governo.
In principio il luogo dell'incontro non era fisso, e alcune Assemblee si svolsero nelle elizate di Aretxabaleta o Idoibalzaga. A partire dal XV secolo le riunioni si iniziarono a svolgere sempre a Guernica, sotto la famosa quercia vicino all'eremo di Santa María la Antigua.

### Composizione
Fino all'inizio dell'età moderna, alle Assemblee generali prendevano parte i rappresentanti di quattro entità territoriali ben differenziate nel seguente ordine di convocazione:
1. la Tierra Llana o Lar laua, il più grande blocco territoriale della Signoria, rappresentata con voto individuale dalle sue 72 elizate. Erano gli unici ad avere diritto di voto per l'elezione delle cariche di governo;
2. i centri abitati col rango di città, compresa la città exclave di Orduña, anche loro rappresentate individualmente;
3. la comarca di Enkarterri, rappresentata da un delegato eletto nella propria assemblea locale, la Junta de Avellaneda;
4. la comarca di Durangaldea, rappresentata da un delegato nominato dalla rispettiva assemblea locale, che si riuniva ad Abadiño.

Queste ultime due comarche erano convocate solo alle assemblee nelle quali si trattava di questioni che le riguardavano. Tutti i rappresentanti dovevano soddisfare determinati requisiti, ossia appartenere alla nobiltà, essere nativi della Biscaglia, provenire dal luogo che rappresentavamo e non avere debiti con la Signoria. A partire dal 1600, si iniziò a richiedere anche la capacità di saper leggere e scrivere in spagnolo.
La composizione delle Juntas Generales prese una svolta radicale quando l'Ordenamiento de Chinchilla, promulgata nel 1487, proibì la partecipazione delle città. Questo punto non fu rispettato rigorosamente, poiché dal 1558 ci sono prove che le città continuarono a partecipare a Guernica. L'accordo istituzionale tra loro e il resto della Signoria arrivò finalmente l'11 settembre 1630, quando le Juntas Generales approvarono Escritura de unión y concordia entre el M. N. y M. L. Señorío de Vizcaya, sus villas, Encartaciones y Merindad de Durango (Atto di unione e concordia tra la Signoria di Biscaglia, le sue città, Encartaciones e Merindad de Durango) —Confermato dalla monarchia nel gennaio 1632 - . Grazie a questo, si superò la precedente dualità e le città furono formalmente reintegrate nelle Juntas Generales, potendo partecipare all'elezione attiva e passiva delle cariche di governo della Signoria.
Due anni prima, nel 1628, il Duranguesado riuscì anche a intervenire nell'elezione attiva e passiva degli ufficiali che componevano il Governo Universale della Signoria. Tuttavia, furono concessi solo due voti sui dodici richiesti. Nel caso di Las Encartaciones, nel diciassettesimo secolo, cinque delle sue repubbliche si staccarono da questa entità regionale e ciascuna cominciò a godere del proprio voto, proprio come avevano fatto i consigli della Tierra llana. L'altra metà continuò rappresentato da un fiduciario.

### Competenze
Una delle principali competenze delle Juntas Generales era quella di prestare giuramento del Signore di Biscaglia e del suo magistrato, che erano così obbligati a rispettare i fueros. In effetti, era la prima norma inclusa nel Fuero Nuevo di Biscaglia (Nuova Legge) del 1526, che rendeva chiaro che qualsiasi ordine contrario a detti fueros, doveva essere obbedito ma non rispettato. Questo potere era chiamato Pase foral (permesso forale).
Inoltre, le Commissioni dovevano dare il loro consenso alla fondazione di nuove città nel territorio, secondo quanto si evince dalle diverse cartas pueblas (statuto municipale) e dall'Antica Legge del 1452. Avevano il potere di redigere ordinanze, come scrivevano il registro penale di Don Juan Núñez de Lara del 1432, il Capitolato della Hermandad del 1394, nel Fuero Nuevo di Biscaglia del 1452 e nella Fuero Nuevo di Biscaglia del 1526, sebbene dovessero sempre essere confermate dal Signore.
Era loro responsabilità scegliere le posizioni di governo della Signoria ed esercitare il juicio de residencia (giudizio di residenza) su di loro e sulle altre autorità. Dovevano approvare i conti del governo uscente e le richieste di denaro o soldati da parte della monarchia. Organizzarono la difesa militare della Signoria e si occuparono della sorveglianza dei pesi e delle misure, della cura delle montagne, tra le altre risorse economiche, e della costruzione e manutenzione delle strade di Biscaglia, in collaborazione con le elizate e le città.

## Composizione attuale
Le Assemblee generali sono dotate di una sola camera i cui membri, chiamati "delegati", sono eletti a suffragio universale e diretto dalla popolazione della Biscaglia. Le elezioni si tengono ogni quattro anni, in coincidenza con le elezioni municipali.

### Circoscrizioni
L'elezione dei delegati viene effettuata sulla base di quattro circoscrizioni elettorali:

- Bilbao (15 rappresentanti): composta dal comune di Bilbao.
- Enkarterri (13 rappresentanti): composta dai comuni di Abanto-Zierbena, Alonsotegi, Artzentales, Balmaseda, Barakaldo, Karrantza, Zierbena, Galdames, Gordexola, Güeñes, Lanestosa, Muskiz, Ortuella, Portugalete, Santurtzi, Sestao, Sopuerta, Turtzioz, Valle de Trápaga-Trapagaran e Zalla.
- Durango-Arratia (10 rappresentanti): composta dai comuni di Abadiño, Amorebieta-Etxano, Arakaldo, Arantzazu, Areatza, Arrankudiaga, Arrigorriaga, Artea, Atxondo, Basauri, Bedia, Berriz, Dima, Durango, Etxebarri, Elorrio, Ermua, Galdakao, Garai, Igorre, Iurreta, Izurtza, Lemoa, Mallabia, Mañaria, Orduña, Orozko, Otxanio, Ubide, Ugao-Miraballes, Zaldibar, Zaratamo, Zeanuri e Zeberio.
- Busturia-Uribe (10 rappresentanti): composta dai comuni di Amoroto, Munitibar-Arbatzegi Gerrikaitz, Arrieta, Aulesti, Bakio, Barrika, Berango, Bermeo, Berriatua, Busturia, Ziortza-Bolibar, Derio, Ea, Etxebarria, Elantxobe, Erandio, Ereño, Errigoiti, Fruiz, Gamiz-Fika, Gatika, Gautegiz Arteaga, Getxo, Gernika, Gorliz, Gizaburuaga, Ibarrangelu, Ispaster, Larrabetzu, Laukiz, Leioa, Lekeitio, Lemoniz, Lezama, Loiu, Markina-Xemein, Maruri-Jatabe, Mendata, Mendexa, Meñaka, Morga, Mundaka, Mungia, Muxika, Ondarroa, Plentzia, Sondika, Sopela, Sukarrieta, Urduliz e Zamudio.

Per essere ammessa alla ripartizione dei seggi in una circoscrizione, ogni candidatura deve ottenere almeno il 3% dei voti validi espressi in quella circoscrizione. I collegi elettorali non sono completamente conformi alle tradizionali demarcazioni distrettuali: Enkarterri, per esempio, comprende sia l'omonima comarca che le sotto-comarche della Zona Minera (Zona Mineraria) e della Margen Izquierda (Riva Sinistra).